# Andrea Molesini
Andrea Molesini (Venezia, 28 dicembre 1954) è uno scrittore, poeta, traduttore italiano, vincitore del premio Supercampiello del 2011.

## Biografia
Nasce a Venezia il 28 dicembre 1954. Laura in Lettere presso l’Università di Padova. Borsa di studio Fulbright. Studi in California. Insegna Letterature comparate all’Università di Padova fino al 2018. Traduce poeti inglesi e americani (Premio Monselice 2008). Scrive fiabe (Premio Andersen alla carriera 1999), poesie, romanzi (Premio Campiello e Premio Comisso 2011), saggi brevi e recensioni. Nel 2022 fonda la casa editrice Molesini Editore Venezia specializzata nella pubblicazione di poesia e critica letteraria. Nel 2023 riceve alla Scuola Normale Superiore di Pisa il Premio Speciale Adei-Wizo «Adelina della Pergola» per il romanzo Il rogo della repubblica (Sellerio 2021). 
Premi principali:
1990 Quando ai veneziani crebbe la coda (Mondadori) – Premio Andersen
1999 Premio Andersen alla carriera
2008 Dal diario del tradurre (In forma di parole) – Premio Monselice per la traduzione letteraria
2011 Non tutti i bastardi sono di Vienna (Sellerio) – Premio Campiello e Premio Comisso
2023 Il rogo della Repubblica (Sellerio) – Premio Speciale dell’Adei-Wizo

## Opere

### Narrativa
- Non tutti i bastardi sono di Vienna, Palermo, Sellerio, 2010 [22ma edizione 2023] – [15 edizioni straniere: statunitense, inglese, francese, spagnola, tedesca, olandese, danese, norvegese, slovena, ungherese, serbo-croata].
- La primavera del lupo, Palermo, Sellerio, 2013 – [Le printemps du loup, Paris, Calmann-Lévy, 2014; Livre de Poche, 2015; Im Winter schläft man auch bei Wölfen, München, Piper Verlag, 2014].
- Presagio, Palermo, Sellerio, 2014 [3ª edizione 2015] –  [Presagio, Paris, Calmann-Lévy, 2016; Livre de Poche, 2019].
- La solitudine dell'assassino, Milano, Rizzoli, 2016; Milano, BUR, 2018.
- Dove un'ombra sconsolata mi cerca, Palermo, Sellerio, 2019 [Edizione abbinata a «Repubblica» 2020].
- Il rogo della Repubblica, Palermo, Sellerio, 2021 [3ª edizione 2021].
- Non si uccide di martedì, Palermo, Sellerio, 2023.

### Poesia
- Storie del ritorno, Cittadella, Amadeus, 1997.
- Forgetting to Question the Owl, Cittadella, Amadeus, 1998.
- Tarme d'estate, Milano, Mondadori, 1999.
- L'isola nera, Venezia, Supernova, 2000.
- 39 poesie, Venezia, Cafoscarina, 2004.
- Chi naviga, chi resta, Gorizia, Braitan, 2006.
- Dal diario del tradurre, Bologna, In forma di parole, 2007.

### Narrativa per ragazzi
- La casa delle cose rovesce, Roma, Edizioni di San Marco, 1987.
- Quando ai veneziani crebbe la coda, Milano, Mondadori, 1989; ed. aggiornata, Milano, BUR, 2016.
- All'ombra del lungo camino, Milano, Mondadori, 1990; ed. aggiornata, Milano, BUR, 2017.
- Aznif e la strega maldestra, Milano, Mondadori, 1991; ed. aggiornata, Milano, BUR, 2016.
- Il Matto e l'Ippopota, Milano, Mondadori, 1992.
- Tutto il tempo del mondo, Milano, Mondadori, 1992; ed. riveduta, Milano, Mondadori, 1998.
- Nonna Vudù e la congiura delle zie, Milano, Mondadori, 1994; ed. aggiornata, Milano, BUR, 2016.
- Finferli Caldi, Milano, Mondadori, 1997; ed. aggiornata, Milano, BUR, 2016.
- Polvere innamorata, Milano, Mondadori, 1998.
- L'avventura di Ulisse, Milano, Mondadori, 1999.
- Aquila Spenta, Milano, Mondadori, 2000.
- Storia del pirata col mal di denti e del drago senza fuoco, Milano, HarperCollins, 2023.

### Saggistica
- Nero latte dell'alba…. Libri che raccontano lo Sterminio, Milano, Mondadori, 1993; Milano, Mondadori, 2001.
- Manuale del giovane poeta, Milano, Mondadori, 1998.
- Specchi & destini. Quaderno di recensioni, Venezia, Cafoscarina, 2004.
- On That Invisible Line. Five Lectures, Venezia, Cafoscarina, 2006.
- L'occhio rapace. Interventi critici, Venezia, Cafoscarina, 2009, 2013.
- Exploring the Past to Question the Present, Venezia, Cafoscarina, 2015.
- Così belle da innamorare le stelle, Milano, BUR, 2018.

### Curatela e traduzione (con saggio critico)
- Ezra Pound, Cathay, Milano, Unicopli, 1983.
- Ezra Pound, La muraglia infinita, Cittadella, Amadeus, 1989.
- Ezra Pound, Gaudier-Brzeska, Milano, Guerini e Associati, 1989.
- William Faulkner, L'Albero dei desideri, Milano, Mondadori, 1998.
- Chaim Potok, L'albero di qui, Milano, Mondadori, 1999.
- Josif Aleksandrovič Brodskij, Discovery, Milano, Mondadori, 1999.
- Ted Hughes, La borsetta della sirena, Milano, Mondadori, 2000.
- Derek Walcott, Prima luce, Milano, Adelphi, 2001.
- Charles Simić, Hotel Insonnia, Milano, Adelphi, 2002.
- Derek Walcott, Omeros, Milano, Adelphi, 2003; Ed. riveduta e aggiornata, Milano, Adelphi, 2008.
- Sharon Creech, Amo quel cane, Milano, Mondadori, 2004.
- Derek Walcott, Il levriero di Tiepolo, Milano, Adelphi, 2005.
- Emmanuel Moses, Oscuro come il tempo, Venezia, Molesini, 2022.

### Traduzioni dall'inglese
- George Lucas, Willow, Milano, Mondadori, 1988.
- Russell Hoban, Mostri, Milano, Mondadori, 1990.
- Tony Ross, La coperta fortunata, Milano, Mondadori, 1990.
- Jeanne Willis, La lunga giacca blu, Milano, Mondadori, 1990.
- David McKee, Elmer, Milano, Mondadori, 1990.
- Natalie Babbit, Nelli, Milano, Mondadori, 1990.
- Barry Cole, Il libro delle puzze, Milano, Mondadori, 1990.
- Derek Walcott, The Bounty. Tre poesie inedite, Pescara, Ediars, 2000.

### Traduzioni dal francese
- Michel Gay, Palpalù, Milano, Mondadori, 1990.
- Jacques Prévert, Il teatro della luna, Milano, Mondadori, 1998.
- Charles Perrault, Cenerentola, Pordenone, C'era una volta, 2000.

## Premi e riconoscimenti
- Premio Campiello 2011 per il libro Non tutti i bastardi sono di Vienna[2].
- Premio Comisso 2011.[3]
- Premio Città di Cuneo Primo Romanzo 2011.
- Premio Latisana per il Nord-Est 2011.
- Premio Andersen 1990 per il libro Quando ai veneziani crebbe la coda (1989).
- Premio Andersen alla carriera 1999.
- Premio Monselice per la traduzione letteraria 2008.[4]
- Premio speciale della giuria Adelina della Pergola per il libro Il rogo della Repubblica 2023.